# Dipartimento di Angaco
Angaco è un dipartimento argentino, situato nella parte centro-orientale della provincia di San Juan, con capoluogo Villa El Salvador.
Esso confina a nord con il dipartimento di Jáchal, a est con quello di Caucete, a sud con il dipartimento di San Martín e ad ovest con quello di Albardón.
Secondo il censimento del 2001, su un territorio di 1.865 km², la popolazione ammontava a 7.570 abitanti.
Dal punto di vista amministrativo, il dipartimento consta di un unico municipio, che copre tutto il territorio dipartimentale, suddiviso in diverse localidades:
- Las Tapias
- Villa El Salvador, sede municipale
- Villa Sefair Talacasto